# Diossido di selenio
Il diossido di selenio è un ossido del selenio di formula bruta SeO2 e massa molecolare 110,96 uma. Pertanto il numero di ossidazione del selenio è +4.
Si può formare per combustione del selenio o dei seleniuri:
{\displaystyle {\ce {Se + O2 -> SeO2}}}
per ossidazione del selenio con acido solforico concentrato e caldo:
{\displaystyle {\ce {Se + 2 H2SO4 -> SeO2 + 2 SO2 + 2 H2O}}}
e per decomposizione del triossido di selenio:
{\displaystyle {\ce {2 SeO3 -> 2 SeO2 + O2}}}
Il composto è solubile in solventi apolari (benzene), mentre in acqua reagisce dando acido selenioso:
{\displaystyle {\ce {SeO2 + H2O -> H2SeO3}}}
Da cui il nome anidride seleniosa.

L'anidride reagisce con gli alcali per dare l'anione selenito:
{\displaystyle {\ce {SeO2 + 2 OH- -> SeO3^2-}}}
Allo stato solido è un polimero la cui catena principale è formata da un'alternanza di atomi di selenio e di ossigeno, allo stato gassoso ha una struttura trimera simile a quella dell'anidride solforosa. La sua volatilità a temperature moderatamente alte lo rende adatto ad essere separato dai fanghi anodici dell'elettrolisi del rame, difatti esistono processi commerciali di produzione sfruttando questo metodo.